# Dila
La zàuiya d'ad-Dila fou una escola religiosa musulmana del tipus monestir establerta al Marroc. Els seus fundadors i primers adherents foren amazics sanhaja.
El primer mestre religiós i fundador fou Abu-Bakr ibn Muhàmmad conegut com a Hammi, fill de Muhàmmad Saïd ibn Àhmad ibn Amr, que vivia a mitjan segle xvi. El seu fill Muhàmmad ibn Abi-Bakr (nascut 1536/1537) el va succeir i va governar la zàuiya fins a la seva mort el 29 de setembre de 1612, a la que va portar a un alt prestigi atraient a molts simpatitzants. El va succeir el seu fill sidi Muhammad ibn Muhammad ibn Abi-Bakr (nascut 1559/1560) deixeble del xeic Abu-Abd-Al·lah sidi Muhàmmad ibn Abd-al-Qàssim aix-Xarqí, que va refermar el prestigi i respecte de la zàuiya, ampliant el suport dels amazics. Sota el seu govern la zàuiya va passar de ser un centre religiós a ser un poder militar regional, però el xeic sempre va reconèixer l'autoritat del sultà de Marràqueix. Va morir amb 80 anys el 1636/1637 i el va succeir el seu fill gran Abu-Abd-Al·lah Muhàmmad al-Hajj, amb el qual la zàuiya va deixar d'estar sotmesa a cap autoritat i va estendre els seus dominis, sent aviat un dels grans poders al Marroc central. Va dominar Fes i Meknès (1637), va derrotar a sidi Muhàmmad al-Ayyaixí de Salé i el Gharb (1641) i el 1646 a Muhàmmad II ibn aix-Xarif, xerif hassànida de Tafilalt (fins a 1646) i de Sigilmasa després (1646), amb el qual després va signar la pau fins que li va arrabassar Fes, que la zàuiya va recuperar el 1649 derrotant Muhàmmad II. Finalment mulay ar-Raixid ibn Muhàmmad, germà de Muhàmmad II, va ocupar Fes el 6 de juny de 1666 i poc després la mateixa zàuiya. Al-Hajj i els seus fills i parents foren deportats a Fes i després a Tlemcen, on el xeic va morir un temps després als 84 anys.